# Lufa poligonalna

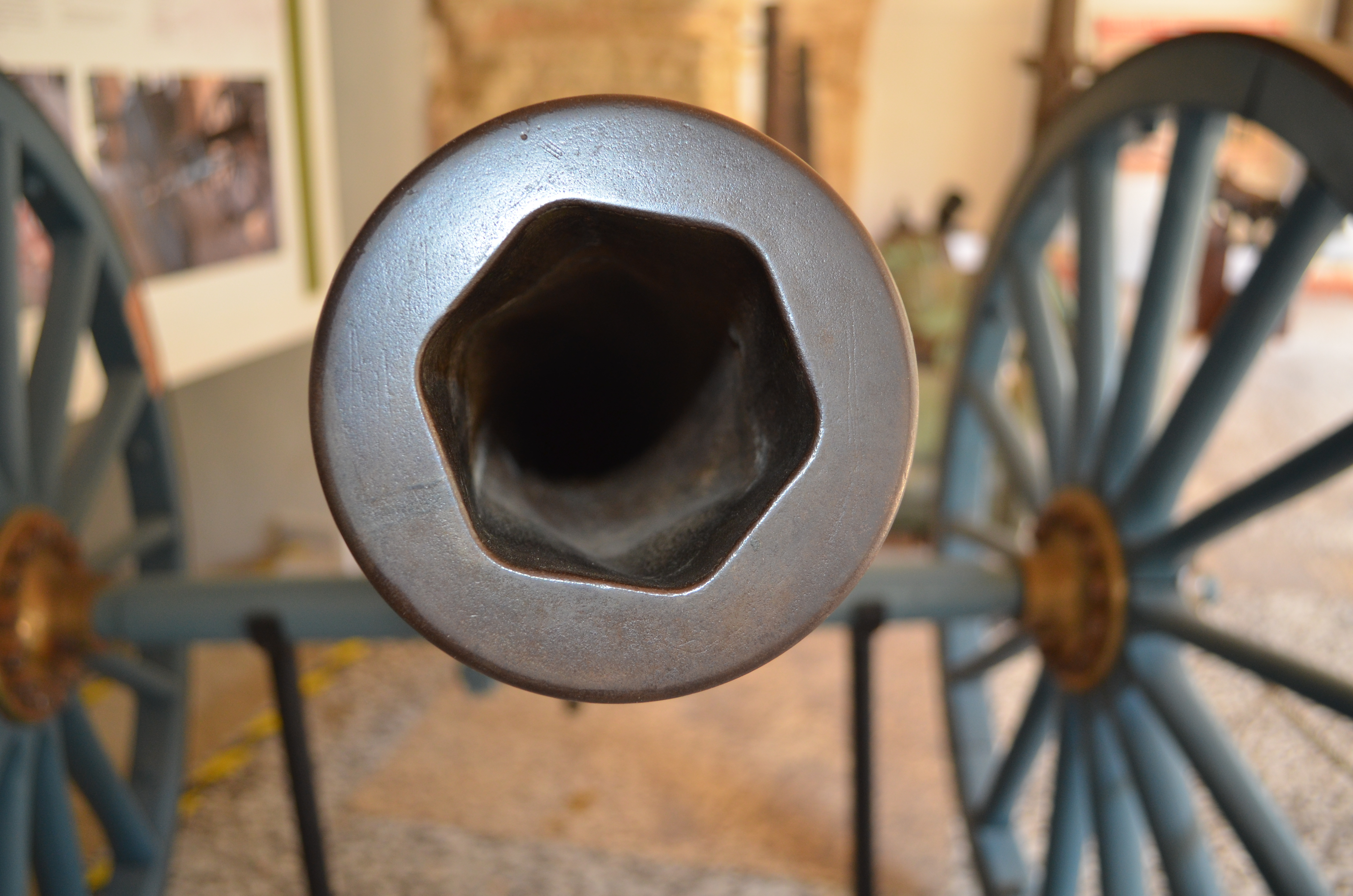
Przewód lufy poligonalnej

Rodzaje luf – tradycyjna (walcowa gwintowana) po lewej, poligonalna po prawej.

Lufa poligonalna – lufa broni strzeleckiej, której przekrój poprzeczny ma kształt wielokąta foremnego i zmienia swoje położenie wzdłuż części prowadzącej przewodu według linii śrubowej. Wierzchołki wielokąta są zwykle zaokrąglone, a boki wykonuje się w kształcie łuków.
Taki kształt przekroju wpływa na zmniejszenie oporu występującego podczas przechodzenia pocisku przez lufę, ogranicza również wypływ gazów prochowych z lufy w czasie poprzedzającym wylot pocisku oraz ułatwia czyszczenie i konserwację przewodu lufy. Dzięki swoim właściwościom lufa poligonalna charakteryzuje się zwiększoną trwałością oraz zdolnością nadawania większych prędkości początkowych niż lufy gwintowane.
Pierwsza lufa poligonalna została skonstruowana w Wielkiej Brytanii w Manchesterskich Zakładach Artyleryjskich, kierowanych wówczas przez sir Josepha Whitwortha. W 1854 roku w opracowanym przez niego karabinie zastosował lufę ciągnioną, której przekrój poprzeczny miał kształt sześcioboku foremnego z zaokrąglonymi krawędziami.
Obecnie lufy poligonalne są najczęściej stosowane w broni strzeleckiej, zwłaszcza w pistoletach, np. taką lufę posiadają pistolety P9, USP Expert i karabin wyborowy PSG1 opracowane w niemieckiej firmie Heckler i Koch. Lufy poligonalne stosują także firmy Glock, Magnum Research czy też Česká Zbrojovka.